# Euronics
Euronics er Europas næststørste elektronikkæde inden for elektronik og hårde hvidevarer. Euronics har 11.000 butikker i 31 lande og en omsætning på 131 milliarder kroner.
I december 2014 kom det frem at Euronics i løbet af 2015 åbnede 20 til 25 butikker i Danmark. Den første butik åbnede i Ikast, efterfulgt af Hadsund hvor Euronics åbnede 1. januar 2015.

## Butikker i Danmark
Pr. 22. november 2016:
| Region             | Antal | By                                                                             |
| ------------------ | ----- | ------------------------------------------------------------------------------ |
| Region Hovedstaden | 4     | Helsingør, Frederiksværk, Rønne, Allerød                                       |
| Region Sjælland    | 5     | Borup, Faxe, Jyderup, Køge, Nykøbing Sjælland.                                 |
| Region Syddanmark  | 4     | Bogense, Kolding, Vamdrup, Aabenraa.                                           |
| Region Midtjylland | 10    | Hadsten, Herning, Ikast, Lemvig, Løgten, Odder, Tarm, Tørring, Aarhus, Samsø . |
| Region Nordjylland | 4     | Hadsund, Skagen, Sæby, Aalborg.                                                |